# Louis X
« Louis X le Hutin » redirige ici. Pour les autres significations, voir Louis X.
Pour les articles homonymes, voir Louis Ier.
 (juillet 2010).
Louis X dit « le Hutin », né le 4 octobre 1289 à Paris, mort le 5 juin 1316 à Vincennes, est roi de Navarre et comte de Champagne de 1305 à 1316 sous le nom de Louis Ier et roi de France de 1314 à 1316, douzième de la dynastie dite des Capétiens directs. Il est le fils aîné du roi de France Philippe IV le Bel et de la reine Jeanne Ire de Navarre.
Louis fut surnommé « le Hutin », non parce qu'il fut querelleur ou batailleur, mais parce que son avènement fut marqué par un temps de tumulte (hutin), dû notamment à l'hostilité de la noblesse aux réformes fiscales et de centralisation lancées par Enguerrand de Marigny, Grand chambellan de France, sous le règne de son père. L'oncle de Louis — Charles de Valois, chef du parti des grands féodaux — convainc son neveu de faire exécuter Marigny en l'accusant de malversations. Louis autorise les serfs à racheter leur liberté — ce qui constitue le premier pas vers l'abolition du servage — et admet à nouveau les Juifs de France dans le royaume.
En 1305, Louis épouse Marguerite de Bourgogne, avec laquelle il a une fille, Jeanne, qui deviendra reine de Navarre en 1328. Marguerite, plus tard convaincue d'adultère, meurt en prison (avril 1315), Louis reconnaissant sa fille comme légitime. En août 1315, Louis épouse Clémence de Hongrie en l'église de Saint-Lyé dans l'Aube; celle-ci donne naissance à Jean Ier le Posthume quelques mois après la mort du roi. La mort de Jean conduit à une succession disputée du trône de France.

## Jeunesse

### Roi de Navarre

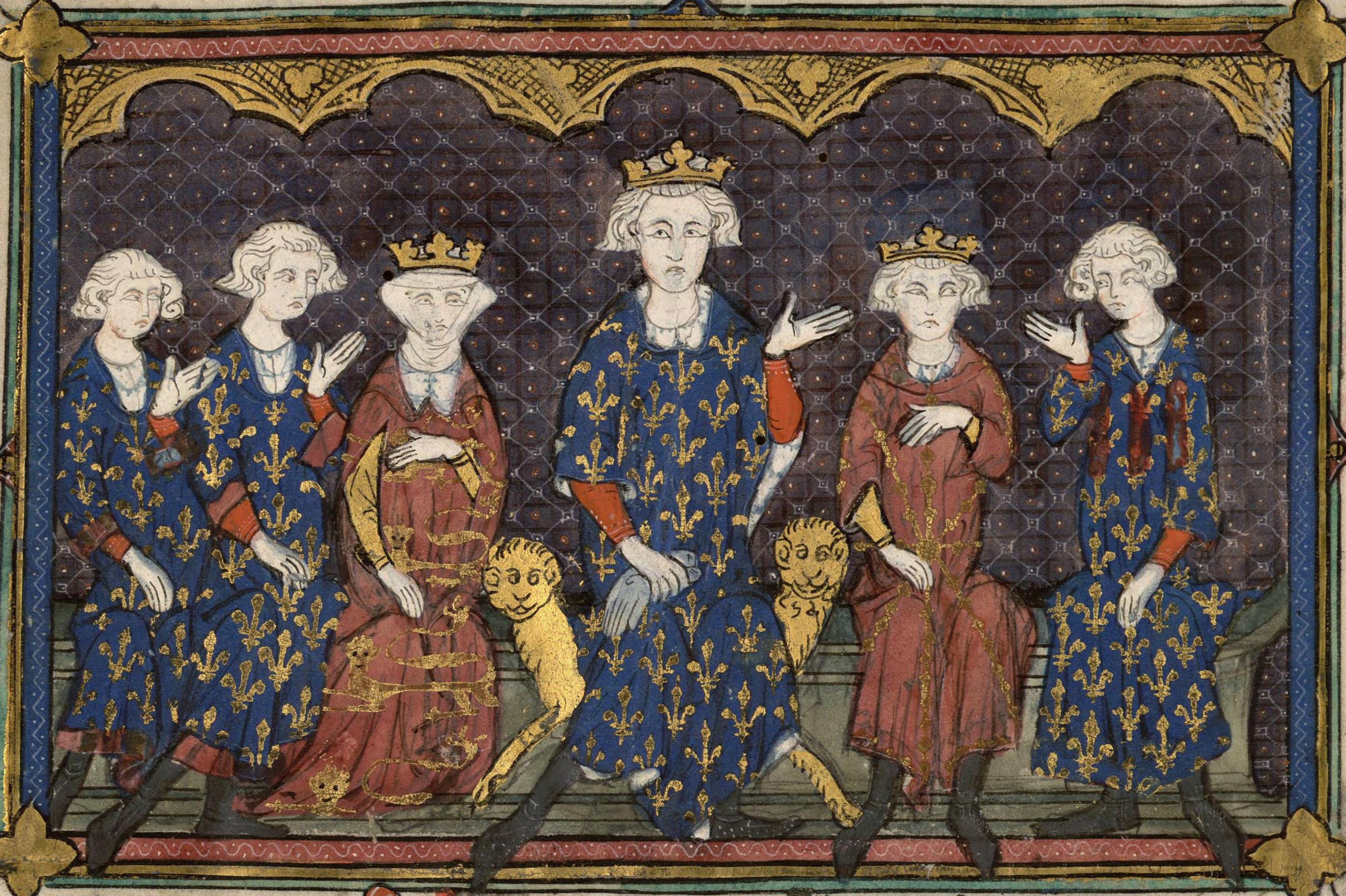
La famille de Philippe IV le Bel avec son frère et ses enfants : de gauche à droite, Charles, comte de la Marche, Philippe, comte de Poitiers, Isabelle, reine d'Angleterre, Philippe IV, le roi Louis Ier de Navarre (couronné et vétu en rouge, aux armoiries de Navarre) et futur Louis X de France, et enfin Charles, comte de Valois.

Louis, né à Paris le 4 octobre 1289, est le fils aîné du roi de France Philippe IV le Bel et de la reine de Navarre Jeanne Ire. Le 2 avril 1305, à la mort de sa mère, il hérite de la couronne de Navarre et du comté de Champagne sous le nom de Louis Ier. La Navarre est administrée localement par un gouverneur nommé par le roi de France. Philippe le Bel, qui maintient ses fils sous sa dépendance et son strict contrôle.  Selon les habitudes héritées de Philippe Auguste, Philippe IV n'autorise Louis à se rendre en Navarre qu'en août 1307 pour s'y faire couronner en présence de  l'assemblée des nobles, les Cortes. Louis part pour la Navarre, peut-être avec son épouse, Marguerite de Bourgogne (pas de certitude à ce sujet), et une forte délégation de nobles français dirigée par Gaucher V de Châtillon, connétable de France, et Robert VI, comte d'Auvergne et de Boulogne. Les époux (si l'on en a le témoignage) sont tous deux[réf. nécessaire] couronnés à Pampelune, le 1er octobre 1307, roi et reine de Navarre. Lors de son séjour en Navarre Louis Ier obtient la fin de la rébellion du vicomte de Soule Auger III contre l'autorité du roi d'Angleterre. Édouard Ier venant de mourir, la Soule est alors livrée au nouveau roi Édouard II, tandis qu'Auger III est nommé seigneur héréditaire de Rada en Navarre et alférez (connétable) de ce royaume. Louis retourne alors en France pour assister le 25 janvier 1308 à Boulogne-sur-Mer au mariage de sa sœur Isabelle avec Édouard II, cérémonie célébrée en présence de cinq rois et trois reines.

### Mariages

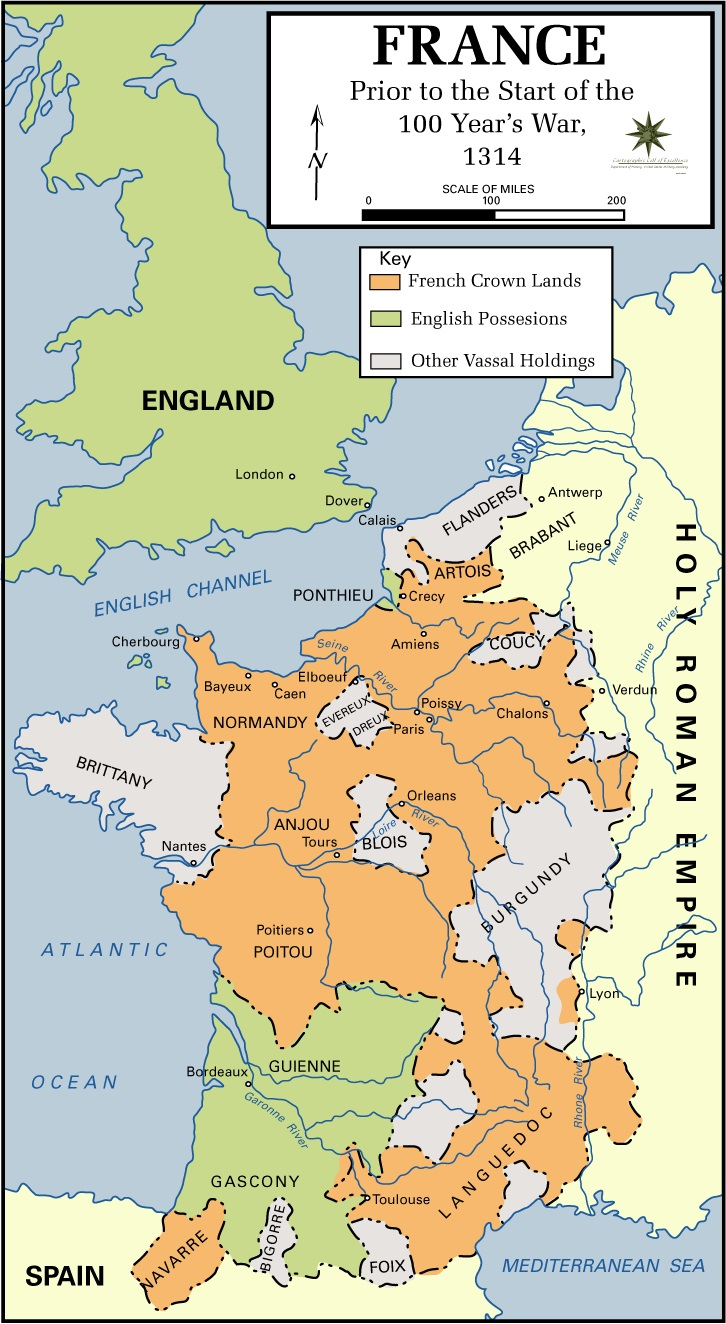
La Navarre et la France (domaine royal), royaumes où règne Louis le Hutin respectivement depuis 1305 et 1314, sont physiquement séparées par les possessions anglaises de Guyenne et Gascogne.

Le 21 septembre 1305, Louis a épousé Marguerite de Bourgogne, fille du duc Robert II de Bourgogne et d'Agnès de France, dernière fille du roi de France Louis IX ; Marguerite est donc la cousine germaine du père de Louis, Philippe le Bel. De ce mariage, il n'a eu qu'une fille, Jeanne, née en 1312. Avant son premier mariage, Louis a eu une fille illégitime prénommée Eudeline, qui devient plus tard nonne, puis abbesse du couvent des Cordeliers de Paris. À la Pentecôte de 1313, Louis, ses frères, leurs épouses et de nombreux nobles prennent la croix. Au début de l'année 1314, Marguerite est impliquée dans l'affaire de la tour de Nesle : elle est convaincue d'adultère avec le chevalier Philippe d'Aunay, sur le témoignage de la reine d'Angleterre, Isabelle, fille de Philippe IV le Bel et sœur de Louis. Ses deux belles-sœurs Jeanne de Bourgogne-comté  et Blanche de Bourgogne-comté — épouses respectives des frères cadets de Louis, Philippe de Poitiers et Charles de la Marche — sont, elles aussi, arrêtées. Marguerite et Blanche sont déclarées coupables et condamnées à être emprisonnées à vie dans la forteresse de Château-Gaillard, tandis que Jeanne parvient plus tard à prouver son innocence auprès de son époux.

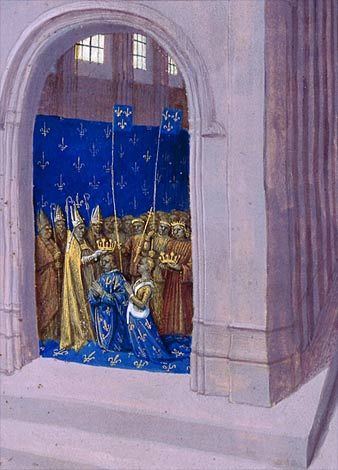
Louis est sacré roi de France aux côtés de sa seconde épouse Clémence de Hongrie.

Le 29 novembre 1314, Philippe IV meurt. Louis lui succède sur le trône, mais refuse de reprendre auprès de lui son épouse, Marguerite. Cette dernière meurt le 30 avril 1315 à Château-Gaillard, sans doute de froid, même si la légende prétend qu'elle a été étranglée sur ordre de Louis X pour lui permettre de se remarier. Le 19 août 1315, Louis X épouse en secondes noces Clémence de Hongrie, fille de Charles d'Anjou, dit « Charles Martel », roi titulaire de Hongrie, et de Clémence de Habsbourg. Clémence est par ailleurs la nièce par alliance de Charles de Valois, oncle et puissant conseiller de Louis. Quelques jours plus tard, le 24 août, Louis X est sacré roi de France à Reims aux côtés de sa nouvelle épouse.

## Règne

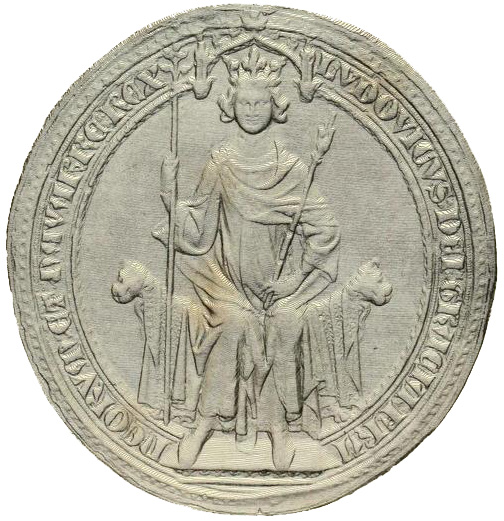
Sceau du roi Louis X.

Bien que Louis X n'ait régné qu'un an et demi (de novembre 1314 à juin 1316), on peut noter certains éléments de sa politique. Succédant à Philippe IV le Bel, il doit faire face aux révoltes suscitées par la politique de son prédécesseur et menées par les barons, qu'il calme par des concessions. Louis tente d'accroître les revenus royaux et amorce plusieurs réformes, dont la libération des serfs et l'autorisation des Juifs à retourner en France.

### Les ligues des grands féodaux
Isolé dans un conseil étroit, Louis X doit chercher l'appui de ses frères, Philippe de Poitiers et Charles de la Marche. Les trois frères -dont la descendance est douteuse pour Louis et Charles depuis l'affaire de la tour de Nesle-, n'ont pas d'héritier mâle, et leurs épouses sont en prison pour leur inconduite supposée. Le parlement de Paris lèvera Jeanne de tout soupçon à la fin de l'année 1314. 
Charles de Valois est tout-puissant et il a trois fils (dont l'aîné est le futur Philippe VI de Valois) ; il est un de ceux qui entendent revenir sur les décisions prises par les conseillers honnis de Philippe IV, issus pour la plupart de la haute bourgeoisie. 
En conséquence, Louis Xcherche le soutien de Philippe de Poitiers concernant l'héritage du comté de Bourgogne. Philippe IV avait acheté les droits de la Comté Franche à Otton IV de Bourgogne en échange d'une alliance matrimoniale (1295): l'aînée des filles d'Otton, Jeanne, avait épousé en janvier 1307 Philippe de Poitiers  avec comme dot la baronnnie de Salins et le comté de Bourgogne. En échange, le comte Otton IV obtenait 100 000 livres et une rente viagère de 10 000 livres. La fille cadette d'Otton, Blanche, devait épouser en septembre 1307 le troisième fils du roi Charles de la Marche. Ainsi l'aînée, Jeanne II de Bourgogne, a conservé la jouissance et le titre du comté. Selon le testament de Philippe IV, le comté doit revenir à la couronne si Philippe de Poitiers et Jeanne de Bourgogne n'ont pas de fils. Philippe de Poitiers monnaye son appui en exigeant que son épouse, Jeanne, puisse léguer le comté de Bourgogne à sa fille aînée – en plus de l'Artois, qui lui vient de sa mère, Mahaut. Cet accord, par lequel Louis X obtient la stabilité a ďébut de son règne, n'évitera pas sous le règne de Louis XI, la difficile succession du  comté de Bourgogne et de l'Artois, réunis entre les mains des Habsbourg par mariage, et, sous Louis XIV, la guerre de Dévolution de l'Artois et de la Franche-Comté.

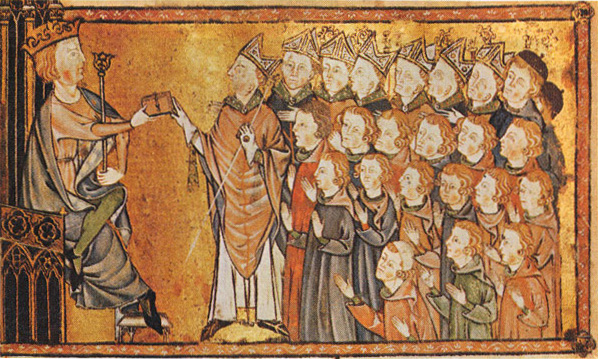
Afin d'apaiser les nobles normands turbulents, Louis X leur confère plusieurs privilèges dans la Charte aux Normands, octroyée le 19 mars 1315. Miniature du XIVe siècle.

La fronde menée par les nobles est soutenue par le peuple, opprimé par les taxes et les impôts. Elle fait de nombreuses victimes, notamment Enguerrand de Marigny (qui est pendu), Pierre de Latilly et Raoul de Presles (qui sont torturés). Louis X renonce à les défendre, tant la parole du roi est devenue inaudible. La monarchie subit un véritable recul pendant son court règne, surtout dans le domaine fiscal : le roi ne peut plus lever d'impôts indirects puisque la noblesse veut battre sa propre monnaie, et les provinces, bien que fidèles à la couronne, sont rebelles à de nouvelles taxes. Ne pouvant briser la résistance des nobles, Louis X choisit de négocier. Avec habileté, il met les abus sur le compte des officiers royaux et joue sur les particularismes locaux. Il octroie ainsi, durant toute l'année 1315, une série de chartes provinciales qui ont pour but de répondre aux attentes de la population. Les baillis et sergents royaux intervenant dans tout le comté d'Amiens ainsi que dans celui de Vermandois, au mépris des droits du comte, ont interdiction, sur ordonnance de Louis X, d'exercer leurs prises, ajournements et autres faits de justice. Il répond donc aux attentes des ligues nobiliaires en garantissant leurs privilèges, leurs droits de haute justice (y compris celui de port d'armes) à travers ces chartes provinciales destinées à satisfaire les différentes requêtes nobiliaires dans les provinces du royaume. D'autres chartes régionales de ce type ont été certainement concédées dans les mêmes conditions. Ces ordonnances, qui redonnent un certain pouvoir à l'aristocratie avec les droits et prérogatives qu'ils avaient perdus sous Philippe IV, contribuent à affaiblir le pouvoir royal, au détriment de l'idée d'unité souveraine qu'ont menée les prédécesseurs de Louis X.

### Réforme du servage et rappel des Juifs

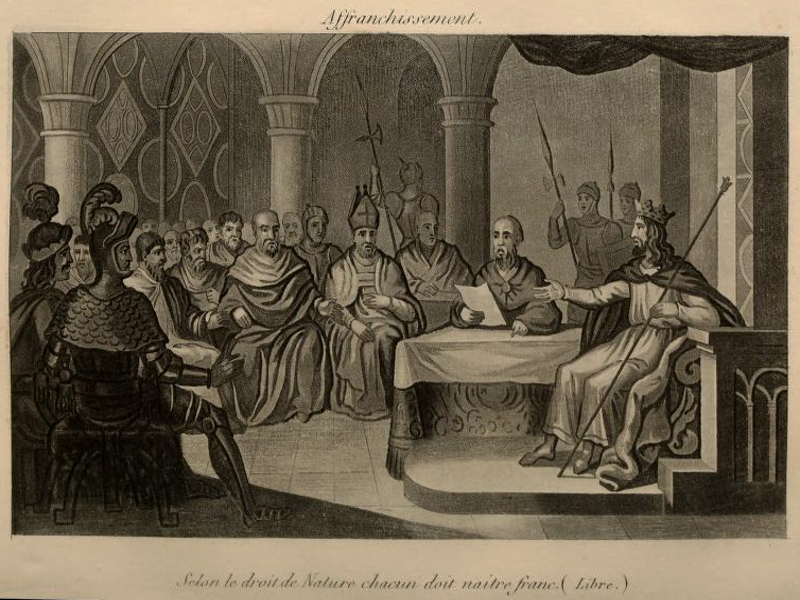
Illustration de l'édit de 1315 de Louis X interdisant l'esclavage sur le sol de France.

Par une ordonnance du 3 juillet 1315, et moyennant finances, Louis X abolit le servage au sein du royaume de France. Arguant que tous les hommes sont nés libres, il déclare que les serfs français sont donc libérés – bien que chaque serf doive acheter sa liberté. Une commission est constituée pour entreprendre la réforme, qui établit le peculium, ou valeur, de chaque serf. Pour les serfs appartenant directement au roi, tout le peculium revient à la couronne ; pour les serfs appartenant à des sujets du roi, le montant doit être partagé entre la couronne et le seigneur féodal concerné. En l'occurrence, tous les serfs ne sont pas prêts à payer de cette manière et, en temps voulu, Louis déclare que les biens de ces serfs seront de toute façon saisis, et que les profits vont payer l'expédition militaire en Flandre.

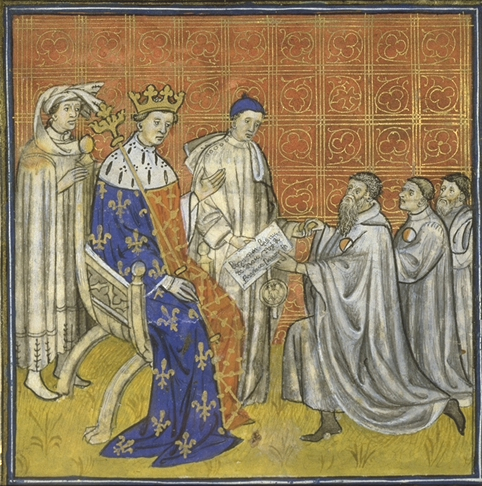
Louis X remet un diplôme aux Juifs, qu'il réadmet en France sous des conditions strictes. Peinture du XIVe siècle.

Louis X est également responsable d'un changement clé dans la politique envers les Juifs. En 1306, son père, Philippe IV, avait expulsé la minorité juive de toute la France, un événement « bouleversant » pour la plupart de ces communautés. Louis a commencé à reconsidérer cette politique, motivé par les revenus supplémentaires qui pourraient être apportés à la couronne si les Juifs étaient autorisés à revenir. En conséquence, il émet, le 28 juillet 1315, une charte qui autorise le retour des Juifs dans le royaume, bien que celui-ci soit soumis à des conditions particulières. En effet, les Juifs ne sont réintégrés en France que pour une durée de douze ans, après quoi l'accord pourra être résilié. Ils doivent porter un brassard en tout temps, ne peuvent vivre que dans les zones où il y a eu des communautés juives auparavant, et doivent initialement être privés d'usure. C'est la première fois que les Juifs de France sont couverts par une telle charte, et Louis X prend soin de justifier sa décision en se référant à la politique de son ancêtre Louis IX, à la position du pape Clément V et à un argument selon lequel le peuple de France aurait demandé le retour des Juifs. Pour les Juifs, le résultat de ce rappel est moins satisfaisant que pour le roi, car ils dépendent directement de sa juridiction pour le droit de résidence et de protection.

### La campagne de Flandre

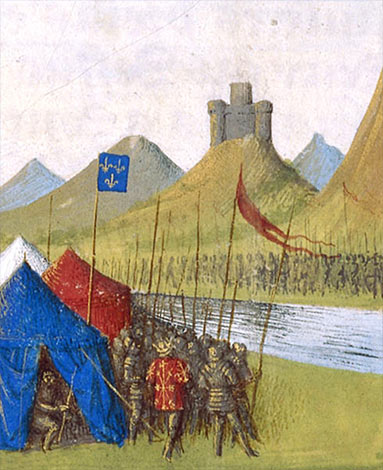
Louis X guerroie dans le comté de Flandre, où il cherche à obtenir une solution militaire au problème flamand persistant. Dessin du XVe siècle.

Louis X poursuit les efforts de son prédécesseur pour trouver une solution militaire au problème épineux du comté de Flandre. Au XIVe siècle, le comte de Flandre règne sur un « État immensément riche », qui jouit d'une existence largement autonome en marge du royaume de France. Les rois de France prétendent exercer leur suzeraineté sur la Flandre, mais avec peu de succès jusque-là. Philippe IV a tenté d'affirmer la suzeraineté française, mais son armée, commandée par Robert II d'Artois, a été vaincue à Courtrai en 1302 et, malgré une victoire à la bataille de Mons-en-Pévèle, deux ans plus tard, la situation reste profondément instable.
Louis X mobilise une armée le long de la frontière flamande le 31 juillet 1315, mais la situation française devient rapidement tendue par l'absence de combats et l'enlisement de l'ost royal dans la Lys en crue. Le roi doit alors rebrousser chemin piteusement. En représailles, Louis interdit les exportations de céréales et d'autres matériaux vers la Flandre. Cette mesure s'avère difficile à faire respecter, et le roi doit faire pression sur les officiers de l'Église dans les régions frontalières, ainsi que sur Édouard II d'Angleterre, pour soutenir ses efforts pour empêcher les navires marchands espagnols de commercer avec les Flamands sous embargo. Un résultat non escompté de cet embargo est le développement des activités de contrebande, ce qui réduit l'avantage — et par conséquent le montant — du commerce, conformément aux restrictions royales dans la région frontalière. Louis X est également contraint de réquisitionner directement de la nourriture pour ses forces, ce qui entraîne une série de plaintes de la part des seigneurs locaux et de l'Église.

## Mort et succession
Au début du mois de juin 1316, Louis X boit du vin glacé, alors qu'il s'est échauffé lors d'une partie de jeu de paume à Vincennes, et est peu après pris d'un malaise. Louis meurt le 5 juin 1316, d'une pleurésie ou d'une pneumonie, bien que des rumeurs d'empoisonnement aient circulé. En raison des circonstances de sa mort, Louis X devient le premier joueur de paume identifié dans l'Histoire. Il est inhumé dans la nécropole royale de la basilique de Saint-Denis le 7 juin, mais, faute de pape, il ne peut obtenir d'autorisation de division corporelle.
Avant de mourir, peut-être pris de remords de ne pas être intervenu, il fait dédommager les enfants d'Enguerrand de Marigny, qu'il n'avait pas pu sauver, et fait rendre à Raoul de Presles les biens dont celui-ci a été spolié.
Enceinte, la reine Clémence donne naissance, le 15 novembre 1316, à un fils, Jean Ier le Posthume. Celui-ci meurt au bout de cinq jours de règne (15 au 19 novembre). La question d'une éventuelle illégitimité de la princesse Jeanne, issue de la première union de Louis, à la succession au trône de France se pose à la noblesse française. En effet, l'absence d'héritier mâle direct ne s'est encore jamais produite au cours du miracle capétien. La succession à la couronne française, préalablement élective, s'était faite peu à peu par l'usage dans la filiation capétienne. Selon le « principe de la masculinité » qui régit alors les fiefs royaux, la noblesse française préfère soutenir la candidature du frère de Louis X, Philippe V le Long, déjà régent depuis la mort de Louis et qui avait fait preuve d'autorité en oeuvrant pour mettre fin à la vacance du siège pontifical (1314-1316).